# Adegeest (wijk)
Adegeest is een wijk in de gemeente Voorschoten. De wijk wordt aan de noordkant begrensd door de wijk Noord-Hofland, aan de oostkant door de Leidseweg, aan de zuidkant door de Nassauwijk en aan de westkant door de spoorlijn Leiden - Den Haag.
De wijk werd aangelegd in de jaren zestig en zeventig van de 20e eeuw en bestaat voornamelijk uit eengezinswoningen in rijtjes.
De wijk is vernoemd naar een gelijknamige boerderij (voormalig kasteel Adegeest), waarvan de naam verwijst naar de geestgronden waarop Voorschoten gebouwd is. De straatnamen zijn alle genoemd naar componisten.
In het noorden, op de grens met de wijk Noord-Hofland, liggen sportvelden van diverse Voorschotense sportverenigingen (voetbal, atletiek, handbal, hockey en softbal), een zwembad en een golfbaan.

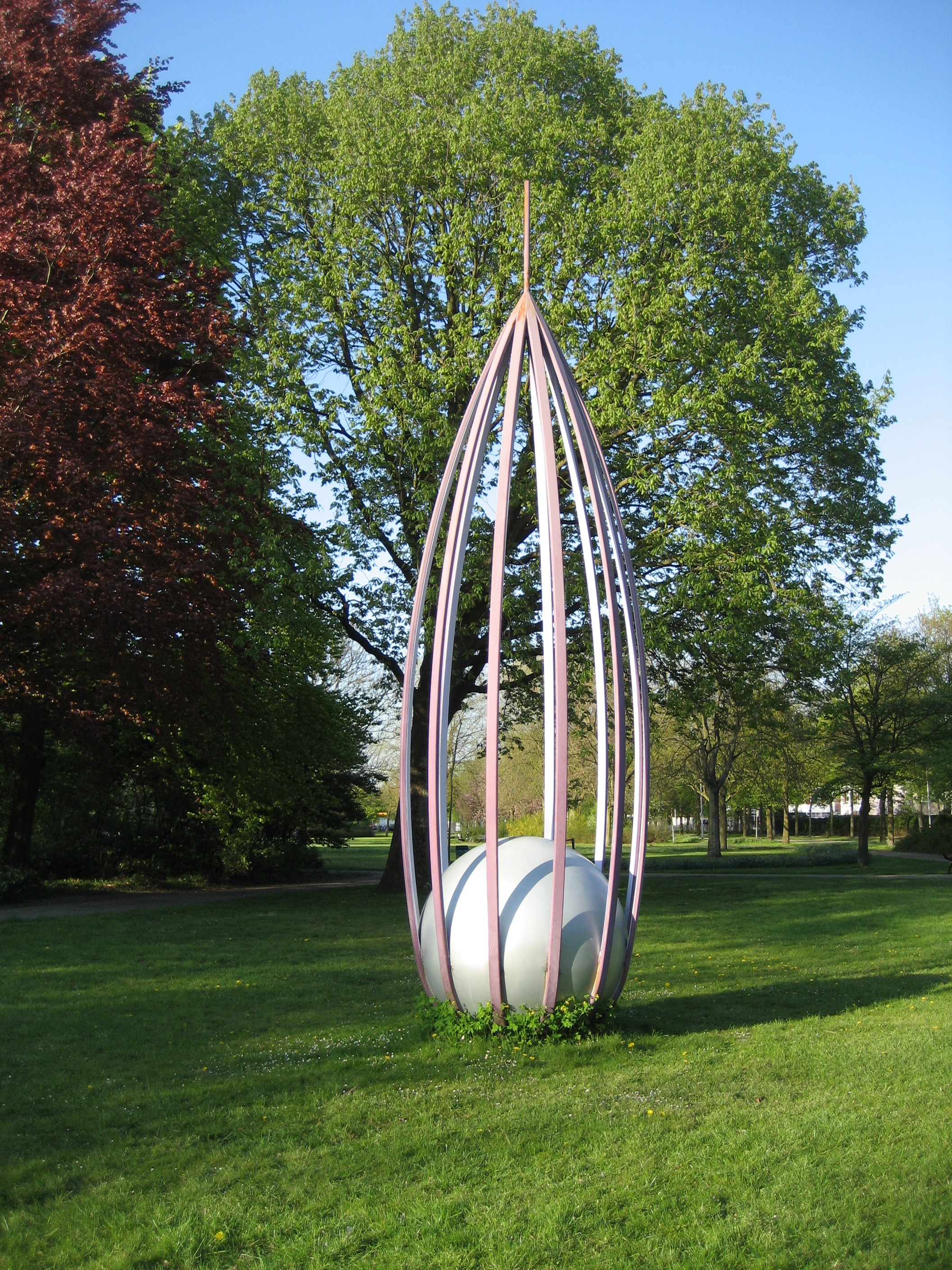
Kunstwerk Dicky Brand
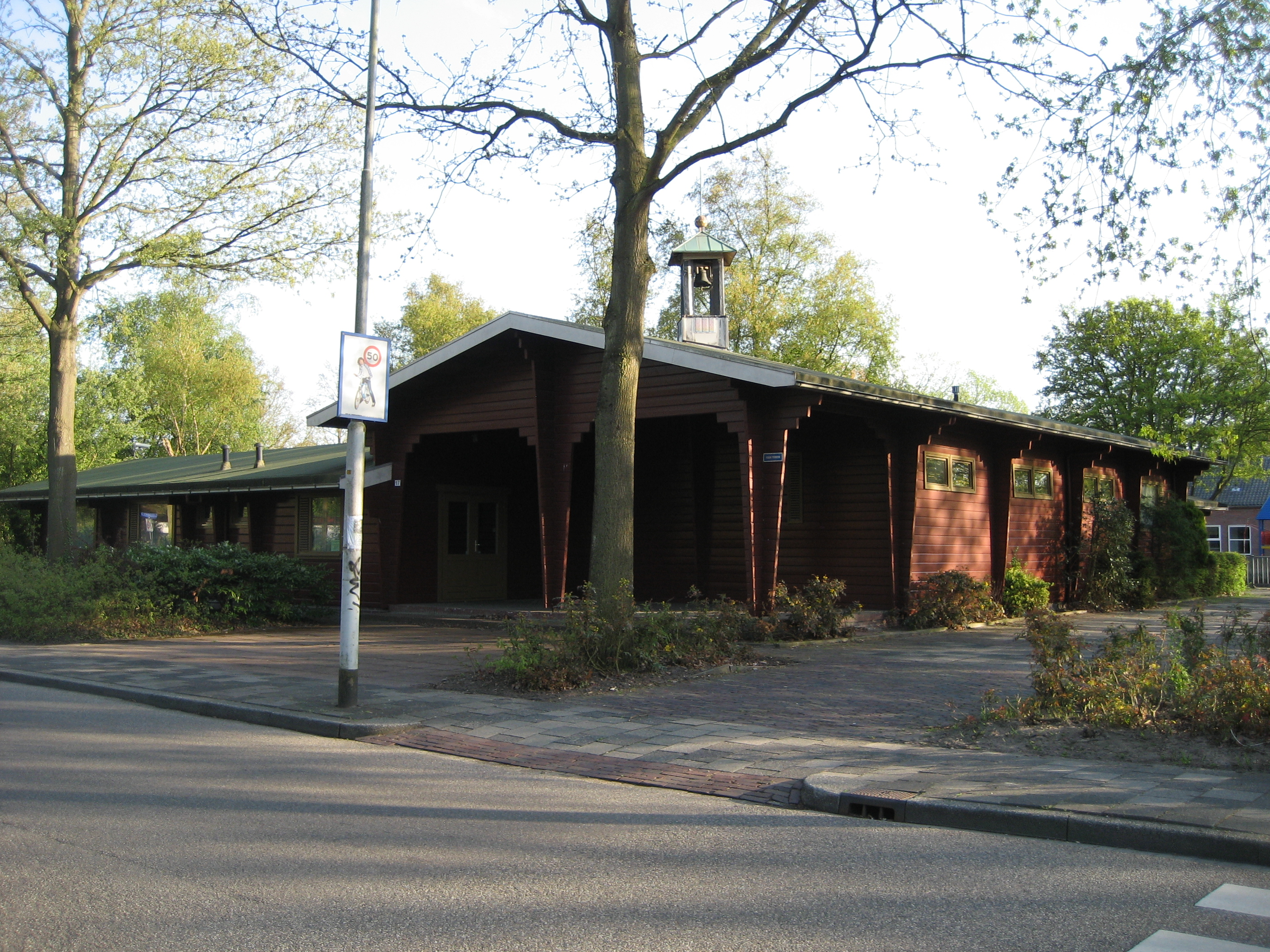
Gereformeerde Kerk
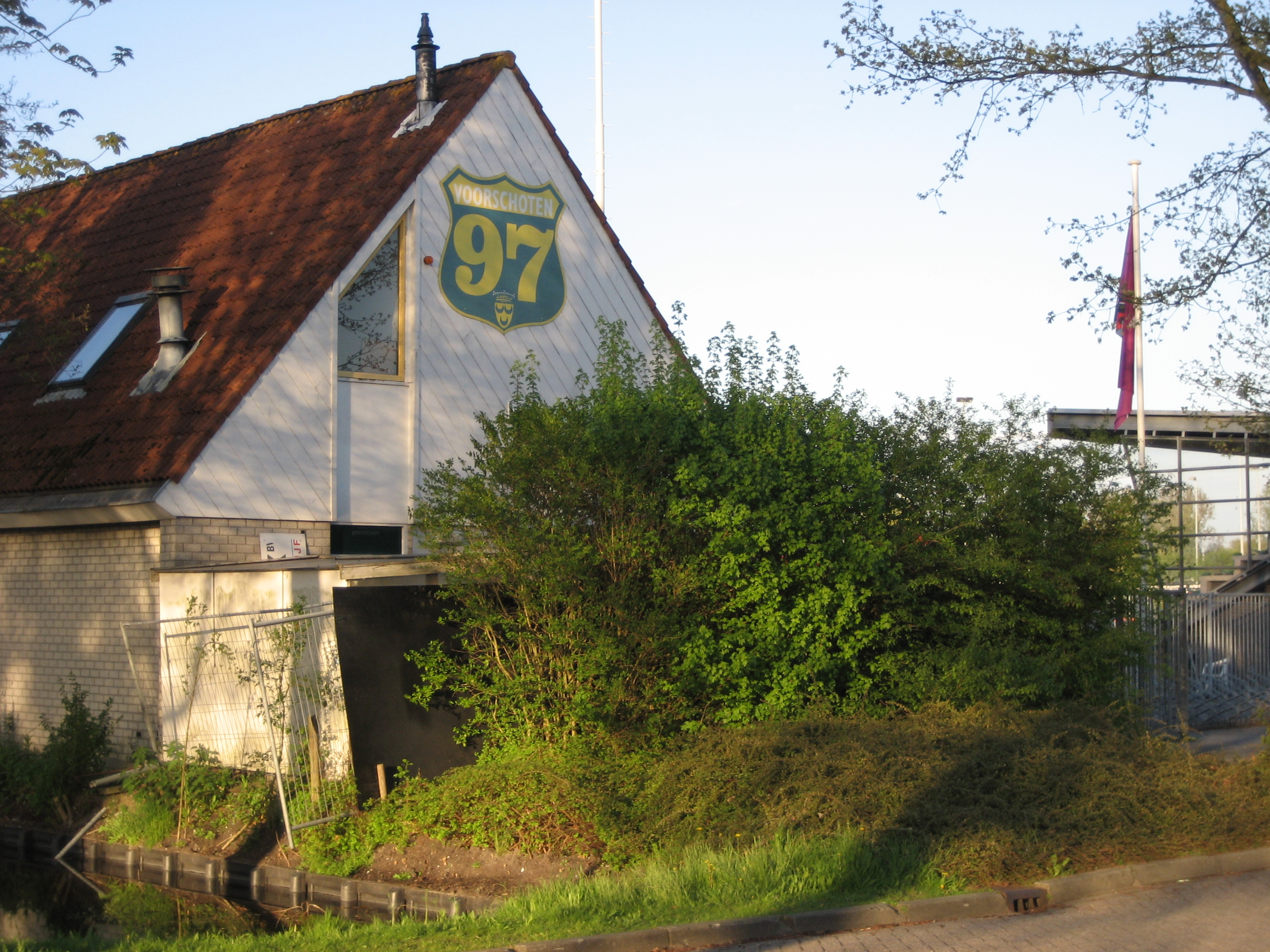
Voorschoten '97
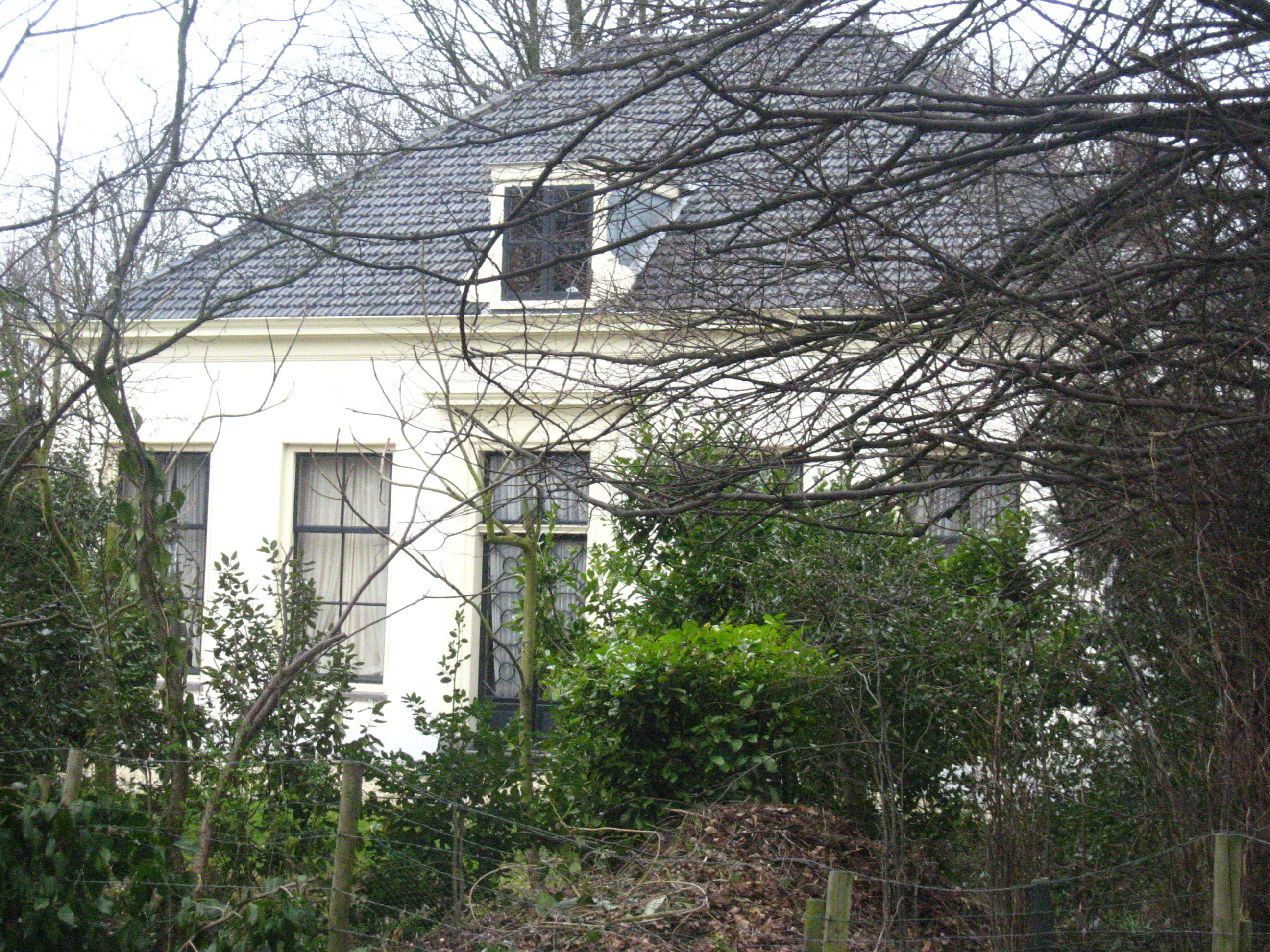
Boerderij Adegeest (in 2010)